# Grand Prix Francji 1992
Grand Prix Francji 1992 (oryg. Rhone-Poulenc Grand Prix de France) – ósma runda Mistrzostw Świata Formuły 1 w sezonie 1992, która odbyła się 5 lipca 1992, po raz drugi na torze Circuit de Nevers Magny-Cours.
78. Grand Prix Francji, 42. zaliczane do Mistrzostw Świata Formuły 1.

## Wyniki

### Kwalifikacje
| P                       | Nr | Kierowca             | Konstruktor(-silnik)  | Opony | Czas     | Odstęp   | Strata   |
| ----------------------- | -- | -------------------- | --------------------- | ----- | -------- | -------- | -------- |
| 1                       | 5  | Nigel Mansell        | Williams-Renault      | G     | 1:13.864 | -        | -        |
| 2                       | 6  | Riccardo Patrese     | Williams-Renault      | G     | 1:14.332 | 0:00.468 | 0:00.468 |
| 3                       | 1  | Ayrton Senna         | McLaren-Honda         | G     | 1:15.199 | 0:00.867 | 0:01.335 |
| 4                       | 2  | Gerhard Berger       | McLaren-Honda         | G     | 1:15.316 | 0:00.117 | 0:01.452 |
| 5                       | 19 | Michael Schumacher   | Benetton-Ford         | G     | 1:15.569 | 0:00.253 | 0:01.705 |
| 6                       | 27 | Jean Alesi           | Ferrari               | G     | 1:16.118 | 0:00.549 | 0:02.254 |
| 7                       | 20 | Martin Brundle       | Benetton-Ford         | G     | 1:16.151 | 0:00.033 | 0:02.287 |
| 8                       | 28 | Ivan Capelli         | Ferrari               | G     | 1:16.443 | 0:00.292 | 0:02.579 |
| 9                       | 25 | Thierry Boutsen      | Ligier-Renault        | G     | 1:16.806 | 0:00.363 | 0:02.942 |
| 10                      | 26 | Érik Comas           | Ligier-Renault        | G     | 1:16.938 | 0:00.132 | 0:03.074 |
| 11                      | 11 | Mika Häkkinen        | Lotus-Ford            | G     | 1:16.999 | 0:00.061 | 0:03.135 |
| 12                      | 12 | Johnny Herbert       | Lotus-Ford            | G     | 1:17.257 | 0:00.258 | 0:03.393 |
| 13                      | 29 | Bertrand Gachot      | Larrousse-Lamborghini | G     | 1:17.442 | 0:00.185 | 0:03.578 |
| 14                      | 9  | Michele Alboreto     | Footwork-Mugen-Honda  | G     | 1:17.508 | 0:00.066 | 0:03.644 |
| 15                      | 10 | Aguri Suzuki         | Footwork-Mugen-Honda  | G     | 1:17.548 | 0:00.040 | 0:03.684 |
| 16                      | 24 | Gianni Morbidelli    | Minardi-Lamborghini   | G     | 1:17.667 | 0:00.119 | 0:03.803 |
| 17                      | 21 | JJ Lehto             | Dallara-Ferrari       | G     | 1:17.677 | 0:00.010 | 0:03.813 |
| 18                      | 30 | Ukyō Katayama        | Larrousse-Lamborghini | G     | 1:17.709 | 0:00.032 | 0:03.845 |
| 19                      | 4  | Andrea de Cesaris    | Tyrrell-Ilmor         | G     | 1:17.868 | 0:00.159 | 0:04.004 |
| 20                      | 32 | Stefano Modena       | Jordan-Yamaha         | G     | 1:17.901 | 0:00.033 | 0:04.037 |
| 21                      | 16 | Karl Wendlinger      | March-Ilmor           | G     | 1:17.937 | 0:00.036 | 0:04.073 |
| 22                      | 3  | Olivier Grouillard   | Tyrrell-Ilmor         | G     | 1:17.989 | 0:00.052 | 0:04.125 |
| 23                      | 15 | Gabriele Tarquini    | Fondmetal-Ford        | G     | 1:17.993 | 0:00.004 | 0:04.129 |
| 24                      | 33 | Maurício Gugelmin    | Jordan-Yamaha         | G     | 1:18.337 | 0:00.344 | 0:04.473 |
| 25                      | 22 | Pierluigi Martini    | Dallara-Ferrari       | G     | 1:18.586 | 0:00.249 | 0:04.722 |
| 26                      | 14 | Andrea Chiesa        | Fondmetal-Ford        | G     | 1:18.701 | 0:00.115 | 0:04.837 |
| Nie zakwalifikowali się |    |                      |                       |       |          |          |          |
|                         | 17 | Paul Belmondo        | March-Ilmor           | G     | 1:19.354 | 0:00.653 | 0:05.490 |
|                         | 23 | Christian Fittipaldi | Minardi-Lamborghini   | G     | 1:20.062 | 0:00.708 | 0:06.198 |
|                         | 7  | Eric van de Poele    | Brabham-Judd          | G     | 1:20.139 | 0:00.077 | 0:06.275 |
|                         | 8  | Damon Hill           | Brabham-Judd          | G     | 1:21.412 | 0:01.273 | 0:07.548 |
| P                       | Nr | Kierowca             | Konstruktor(-silnik)  | Opony | Czas     | Odstęp   | Strata   |

### Wyścig
| Pos | No | Kierowca             | Konstruktor           | Okrążeń | Czas/powód NU | Poz. Start. | Punktów |
| --- | -- | -------------------- | --------------------- | ------- | ------------- | ----------- | ------- |
| 1   | 5  | Nigel Mansell        | Williams-Renault      | 69      | 1:38:08.459   | 1           | 10      |
| 2   | 6  | Riccardo Patrese     | Williams-Renault      | 69      | + 46.447      | 2           | 6       |
| 3   | 20 | Martin Brundle       | Benetton-Ford         | 69      | + 1:12.579    | 7           | 4       |
| 4   | 11 | Mika Häkkinen        | Lotus-Ford            | 68      | + 1 okrążenie | 11          | 3       |
| 5   | 26 | Érik Comas           | Ligier-Renault        | 68      | + 1 okrążenie | 10          | 2       |
| 6   | 12 | Johnny Herbert       | Lotus-Ford            | 68      | + 1 okrążenie | 12          | 1       |
| 7   | 9  | Michele Alboreto     | Footwork-Mugen-Honda  | 68      | + 1 okrążenie | 14          |         |
| 8   | 24 | Gianni Morbidelli    | Minardi-Lamborghini   | 68      | + 1 okrążenie | 16          |         |
| 9   | 21 | Jyrki Järvilehto     | Dallara-Ferrari       | 67      | + 2 Okrążeń   | 17          |         |
| 10  | 22 | Pierluigi Martini    | Dallara-Ferrari       | 67      | + 2 Okrążeń   | 25          |         |
| 11  | 3  | Olivier Grouillard   | Tyrrell-Ilmor         | 66      | + 3 Okrążeń   | 22          |         |
| NU  | 27 | Jean Alesi           | Ferrari               | 61      | Silnik        | 6           |         |
| NU  | 4  | Andrea de Cesaris    | Tyrrell-Ilmor         | 51      | Wypadł z toru | 19          |         |
| NU  | 30 | Ukyō Katayama        | Larrousse-Lamborghini | 41      | Silnik        | 18          |         |
| NU  | 25 | Thierry Boutsen      | Ligier-Renault        | 46      | Wypadł z toru | 9           |         |
| NU  | 28 | Ivan Capelli         | Ferrari               | 38      | Silnik        | 8           |         |
| NU  | 16 | Karl Wendlinger      | March-Ilmor           | 33      | Skrz. biegów  | 21          |         |
| NU  | 32 | Stefano Modena       | Jordan-Yamaha         | 25      | Silnik        | 20          |         |
| NU  | 10 | Aguri Suzuki         | Footwork-Mugen-Honda  | 20      | Wypadł z toru | 15          |         |
| NU  | 19 | Michael Schumacher   | Benetton-Ford         | 17      | Wypadek       | 5           |         |
| NU  | 2  | Gerhard Berger       | McLaren-Honda         | 10      | Silnik        | 4           |         |
| NU  | 15 | Gabriele Tarquini    | Fondmetal-Ford        | 6       | Przepustnica  | 23          |         |
| NU  | 1  | Ayrton Senna         | McLaren-Honda         | 0       | Wypadek       | 3           |         |
| NU  | 29 | Bertrand Gachot      | Larrousse-Lamborghini | 0       | Wypadek       | 13          |         |
| NU  | 33 | Maurício Gugelmin    | Jordan-Yamaha         | 0       | Wypadek       | 24          |         |
| NU  | 14 | Andrea Chiesa        | Fondmetal-Ford        | 0       | Wypadek       | 26          |         |
| NZ  | 17 | Paul Belmondo        | March-Ilmor           |         |               |             |         |
| NZ  | 23 | Christian Fittipaldi | Minardi-Lamborghini   |         |               |             |         |
| NZ  | 7  | Eric van de Poele    | Brabham-Judd          |         |               |             |         |
| NZ  | 8  | Damon Hill           | Brabham-Judd          |         |               |             |         |